# 槍會山軍營
槍會山軍營又作鎗會山軍營（英語：Gun Club Hill Barracks）是中國人民解放軍駐香港部隊其中的一座軍營，位於香港九龍尖沙咀北部柯士甸道、加士居道及漆咸道南一帶。

## 歷史
於1860年，英國根據《北京條約》接管九龍半島初期，已經有駐港英軍在此駐紮。
1902年至1903年，該處開始設有固定營房，翌年更設有軍官會所、守衛室及食堂等設施。由於軍營毗鄰附近的佐敦道槍會，故此得名。
1914年，槍會山軍營添置了4門向著維多利亞港的10磅後膛山炮，於1920年增加設備籬笆護牆。香港日佔時期，日本軍曾經佔用軍營。日本無條件投降後，英軍重新駐守軍營，並加以擴展。
1974年，黑衛士兵團第一營進駐軍營。1977年，槍會山軍營新設有駐港英軍及啹喀兵已婚軍人宿舍，而幼童學校、教堂及醫院亦相繼落成。原本位於香港島域多利軍營的小學亦於1978年遷入槍會山軍營。最後一支駐紮在槍會山軍營的部隊為啹喀兵運輸團，於1995年正式撤出，將軍營交還給香港政府。同年，停辦後的英軍小學曾用作香港澳洲國際學校臨時校舍，一年後遷離。
1997年香港主權移交後，中國人民解放軍駐香港部隊進駐槍會山軍營，營內有裝甲營（裝甲步兵第1營）及合成營（輕型合成第2營）各一個，並且在軍營側加建了解放軍駐港部隊醫院，設120張病床及40間已婚醫官宿舍。

## 建築

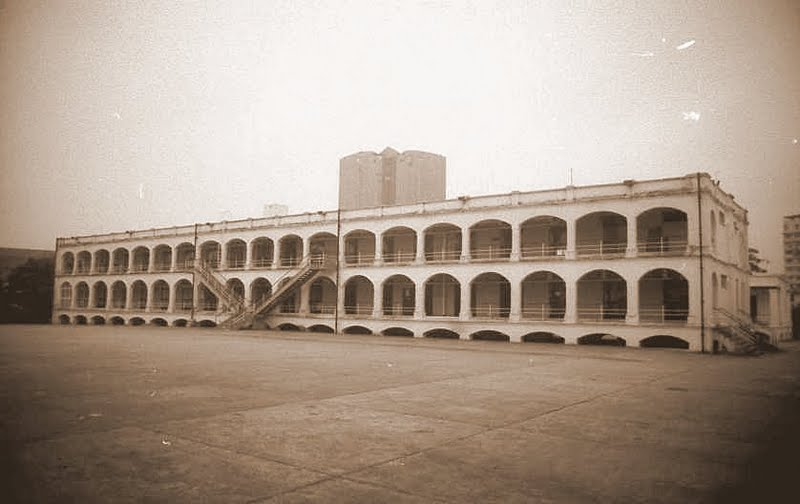
第2座軍營

槍會山軍營內有3座建築物被古物古蹟辦事處列為一級歷史建築。9座（軍官食堂Officier Mess）建於1903至1904年，是意大利風格兩層建築物，兩側皆有設有意式陽廊。於1935年加建設有前門、前廳和飯廳的三層高新翼，外牆上刻有1935以顯示其竣工年份。1、2座軍營均建於1903至1904年，分別座落於操場兩側，遙遙相對。軍營高兩層，外側建有陽廊，以拱形石柱支撐。底部升高，方便由建築物底下通風。
槍會山軍營設有原是英軍軍人會所「三軍會」（英語：United Services Recreation Club，簡稱：USRC），於1997年7月前由駐港英軍管理，為駐港英軍及家眷提供康樂設施。1997年7月後，解放軍實際放棄三軍會的管理權（但土地所有權仍屬軍方，僅於會所與軍營共用閘口派駐軍人把守），而該會遂成為私人遊樂場所，並可收取會費及月費，甚至非會員也可租用場地辦婚宴，2008年的總盈利高達二千八百萬港元。由於該會將軍事用地用作非防衛用途，並涉及商業活動，被指有違《中英軍事用地協議》和《駐軍法》規定。工聯會議員黃國健亦質疑將軍事用地作為民事用途，對駐軍不公道，這是「搵解放軍笨」。

## 相關參見
- 威菲路軍營
- 九龍東軍營